# Rodrigo Marín
Rodrigo Ariel Marín Almirón (Salto, 20 febbraio 2001) è un calciatore uruguaiano, centrocampista del La Luz.

## Carriera
Marín è cresciuto nel settore giovanile del Nacional, con cui ha debuttato il 22 settembre 2022 nell'incontro di Copa Uruguay perso 3-0 contro il Rampla Juniors. Nel febbraio seguente è stato ceduto in prestito per una stagione al Rentistas. Al termine della stagione è passato a titolo definitivo al Cerro.

## Statistiche

### Presenze e reti nei club
Statistiche aggiornate al 20 maggio 2024.
| Stagione        | Squadra         | Campionato      | Campionato | Campionato | Coppe nazionali | Coppe nazionali | Coppe nazionali | Coppe continentali | Coppe continentali | Coppe continentali | Altre coppe | Altre coppe | Altre coppe | Totale | Totale | Totale |
| Stagione        | Squadra         | Comp            | Pres       | Reti       | Comp            | Pres            | Reti            | Comp               | Pres               | Reti               | Comp        | Pres        | Reti        | Pres   | Reti   |        |
| --------------- | --------------- | --------------- | ---------- | ---------- | --------------- | --------------- | --------------- | ------------------ | ------------------ | ------------------ | ----------- | ----------- | ----------- | ------ | ------ | ------ |
| 2022            | Nacional        | PD              | 0          | 0          | CU              | 1               | 0               |                    | -                  | -                  |             | -           | -           | 1      | 0      |        |
| 2023            | Rentistas       | SD              | 20         | 0          | CU              | 1               | 0               |                    | -                  | -                  |             | -           | -           | 21     | 0      |        |
| 2024            | Cerro           | PD              | 9          | 0          | CU              | 1               | 1               |                    | -                  | -                  |             | -           | -           | 10     | 1      |        |
| Totale carriera | Totale carriera | Totale carriera | 31         | 0          |                 | 1               | 1               |                    | -                  | -                  |             | -           | -           | 32     | 1      |        |